# Cédric Lengacher
Cédric Lengacher (* 25. Dezember 1963) ist ein ehemaliger Schweizer Eishockeytorhüter.

## Karriere

### Vereine
Lengacher verbrachte seine Juniorenzeit beim HC La Chaux-de-Fonds, für den er von 1981 bis 1984 in der zweitklassigen Nationalliga B auflief. Zur Saison 1984/85 erfolgte der Wechsel zum HC Davos in die Nationalliga A. Mit den Bündnern gewann der Linksfänger auf Anhieb die Schweizer Meisterschaft. Lengacher blieb bis 1986 beim HC Davos. Seine Karriere liess er beim Amateurverein SC Rheintal ausklingen.

### Nationalmannschaften
Für die Schweiz nahm Lengacher als Juniorenspieler an der U18-Junioren-Europameisterschaft 1981 teil. Ausserdem stand er im Einsatz bei der Junioren-Weltmeisterschaft 1982, bei der er mit den Eidgenossen den Abstieg in die B-WM hinnehmen musste. Ein Jahr später, bei der B-Junioren-Weltmeisterschaft 1983, gelang der direkte Wiederaufstieg.

## Erfolge und Auszeichnungen
- 1985 Schweizer Meister mit dem HC Davos